# Labergement-lès-Seurre
Labergement-lès-Seurre település Franciaországban, Côte-d’Or megyében. Lakosainak száma 1012 fő (2022. január 1.). Labergement-lès-Seurre Bagnot, Chivres, Pouilly-sur-Saône, Seurre, Trugny, Corberon, Corgengoux, Jallanges, Montmain és Palleau községekkel határos.

## Népesség
A település népességének változása:
| Lakosok száma | 718  | 723  | 785  | 896  | 1003 | 1000 | 995  | 996  | 1002 | 1012 |
|               | 1968 | 1982 | 1990 | 2006 | 2013 | 2015 | 2017 | 2019 | 2020 | 2022 |